# Max Groen
Meijer Louis (Max) Groen (Amsterdam, 25 januari 1918 - aldaar, 30 juli 2004) was een voormalig concentratiekampgevangene die later medewerker werd bij Radio Veronica.
Hij kwam uit een typisch Amsterdams Joods gezin en overleefde zes concentratiekampen: Kamp Vught, Ebensee, Redl-Zipf, Mauthausen, Oranienburg en Auschwitz. Terwijl zijn broertje Rudi, die samen met hem werd opgepakt, direct na aankomst in Sobibór werd vermoord, ontsnapte Groen aan de gaskamers, doordat hij geselecteerd werd voor het commando 'Bernard'. Dit commando hield zich bezig met het vervaardigen van de dollar- en pondbiljetten, waarmee de nazi's hoopten de Engelse economie te ontwrichten.
Zijn reis langs de concentratiekampen heeft hij in 1989 opnieuw gemaakt met de schrijver Ton Kors. Van die reis is in 1990 een boek verschenen onder de titel De Tocht Opnieuw bij uitgeverij Van Gennep in Amsterdam.
Max Groen vertelde in 1996 zijn levensverhaal aan het USC Shoah Foundation Institute, opgericht in 1994 door Steven Spielberg. Zijn verhaal is opgenomen in de Collectie 2000 Getuigen Vertellen van het Joods Historisch Museum.
Na de oorlog heeft Groen gewerkt als filmvertaler en omroeper bij Radio Veronica. Bij die omroep vormde hij in 1960 samen met Ellen van Eck de omroepers van het eerste uur. Verder speelde hij enkele gastrollen in tv-producties, onder meer in In voor- en tegenspoed van de VARA. Max Groen ligt begraven op begraafplaats Zorgvlied en staat daar op de lijst van bekende personen.
- International Standard Name Identifier: 0000 0003 9478 3300
- Nederlandse Thesaurus van Auteursnamen: 074976648
- Virtual International Authority File: 289334265